# Coelotes kagaensis
Coelotes kagaensis là một loài nhện trong họ Amaurobiidae.
Loài này thuộc chi Coelotes. Coelotes kagaensis được miêu tả năm 2009 bởi Nishikawa.